# Портрет Сергея Григорьевича Волконского
«Портрет Сергея Григорьевича Волконского» — картина Джорджа Доу и его мастерской из Военной галереи Зимнего дворца.
Картина представляет собой погрудный портрет генерал-майора князя Сергея Григорьевича Волконского из состава Военной галереи Зимнего дворца.
С начала Отечественной войны 1812 года ротмистр князь Волконский состоял флигель-адъютантом и находился в отряде Ф. Ф. Винцингероде, за отличие произведён в полковники. Во время Заграничного похода 1813 года отличился под Калишем, за бой под Торгау произведён в генерал-майоры.
Изображён в генеральском вицмундире, введённом для кавалерийских генералов 6 апреля 1814 года. Справа на груди звезда ордена Св. Анны 1-й степени; на шее кресты ордена Св. Владимира 3-й степени, австрийского ордена Леопольда 2-й степени, прусских орденов Красного орла 2-й степени и Пур ле мерит, гессен-кассельского ордена «За военные заслуги»; справа на груди серебряная медаль «В память Отечественной войны 1812 года» на Андреевской ленте. Справа над эполетом подпись художника и дата: Geo Dawe R. A. ad vivum pin. 1823. (в четыре строки, дата немного подтёрта). С тыльной стороны надпись: N 102 Gener. Major. Prince Volchomsky 5. Подпись на раме: Кн. С. Г. Волконскiй, Генералъ Маiоръ. На картине ошибочно не изображены золотой крест «За победу при Прейсиш-Эйлау» и обязательный к ношению орден Св. Георгия 4-го класса, которым Волконский был награждён 17 февраля 1813 года.
7 августа 1820 года Комитетом Главного штаба по аттестации Волконский был включён в список «генералов, заслуживающих быть написанными в галерею» и 22 июля 1822 года император Александр I приказал написать его портрет. В это время Волконский командовал бригадой в 19-й пехотной дивизии и служил в Новороссии, в конце декабря он приезжал в Санкт-Петербург и тогда же позировал Доу. Гонорар Доу был выплачен 13 марта 1823 года. Готовый портрет был принят в Эрмитаж 7 сентября 1825 года, однако из-за участия С. Г. Волконского в восстании декабристов в галерею помещён не был. Во многих публикациях датой создания портрета указывается 1822 год, ошибка возникла из-за неверного прочтения полустёртой авторской даты: считалось, что последняя цифра — двойка, но на самом деле это тройка с точкой.
Поскольку Волконский в 1826 году был осуждён на каторгу, то его портрет был исключён из планировавшейся в это время развески Военной галереи. Особого распоряжения от императора Николая I о том, как следует поступить с портретом, не последовало, и хранитель Эрмитажа гофмаршал Ф. И. Лабенский убрал его в кладовые. Постепенно о нём забыли и обнаружили лишь в начале XX века, после чего поступило повеление императора Николая II о помещении портрета в Военную галерею. В 1903 году портрет Волконского занял место пустой рамы под портрет Г. В. Грекова и сразу стал одним из самых популярных в галерее.